# Гончарова Валерія Олегівна
Валерія Олегівна Гончарова (нар. 3 січня 1988 року, Сколе, Львівської області Української РСР) — українська і російська волейболістка, центральна блокуюча. Майстер спорту Росії.

## Кар'єра
Валерія Гончарова народилася 1989 року на Львівщині. Волейболом вона починала займатися разом зі своєю молодшою сестрою Наталією в ДЮСШ № 2 Івано-Франківська під керівництвом тренера Петра Погребняка. Після переїзду до Рівного сестри з 2003 року виступали за місцеву «Регіну» у вищій лізі чемпіонату України. А в 2005 році увійшли до складу юніорської збірної України, з якою виграли чемпіонат Європи в Талліні. Наступного року вони стали бронзовими призерками молодіжного чемпіонату Європи у Франції та були запрошені до московського «Динамо» .
Протягом трьох сезонів Валерія Гончарова грала за фарм-команду «Динамо»-РГСУ ШВСМ у вищій лізі «А», в 2009 році була переведена до команди Суперліги. На правах оренди також виступала за «Омічку» (з лютого по квітень 2011 року), «Тюмень» -ТюмДУ (більшу частину сезону-2011/12) та " Заріччя-Одинцово " (з лютого по травень 2014 року). З серпня 2015 року знову була гравчинею «Заріччя-Одинцово», в сезоні 2016/17 грала за «Сіверянку» у вищій лізі «А». Влітку 2017 року повернулася до «Заріччя-Одинцово» .
У серпні 2011 року в складі студентської збірної Росії Валерія Гончарова виграла бронзову медаль на Універсіаді в Шеньчжені.

## Досягнення
- Срібна призерка чемпіонатів Росії (2009/10, 2012/13, 2014/15).
- Володарка Кубка Росії (2013), срібна (2012) і бронзова (2012) призерка Кубка Росії.
- У складі збірних України: чемпіонка Європи серед дівчат (2005), бронзова призерка чемпіонату Європи серед молодіжних команд (2006), учасниця юніорського (2005) і молодіжного (2007) чемпіонатів світу.
- У складі студентської збірної Росії: бронзова призерка Універсіади (2011).

## Клуби
| Роки      | Команди                  |
| --------- | ------------------------ |
| 2003—2006 | «Регіна» (Рівне)         |
| 2006—2009 | «Динамо-РГСУ» (Москва)   |
| 2009—2011 | «Динамо» (Москва)        |
| 2011      | «Омичка» (Омськ)         |
| 2011—2012 | «Тюмень»                 |
| 2012—2014 | «Динамо» (Москва)        |
| 2014      | «Заріччя» (Одинцово)     |
| 2014—2015 | «Динамо» (Москва)        |
| 2015—2016 | «Заріччя-Одинцово»       |
| 2016—2017 | «Сєвєрянка» (Череповець) |
| 2017—2019 | «Заріччя-Одинцово»       |
| 2019—2020 | «Уфимочка» (Уфа)         |

## Особисте життя
Валерія Гончарова навчалася в Рівненському економіко-гуманітарному коледжі та Московському державному університеті приладобудування та інформатики, який закінчила в 2013 році .
Рідна сестра Валерії Гончарової Наталія — заслужений майстер спорту Росії, чемпіонка світу та Європи з волейболу.